# Turan (Panzer)
Der 40M Turán war ein ungarischer Panzer des Zweiten Weltkriegs. Von ihm wurden insgesamt 424 Stück in zwei Varianten hergestellt: der Turán I mit einer 40-mm-Kanone und der 41M Turán II mit einer 75-mm-Kanone. Er entstand auf der Basis des ex-tschechischen Panzerkampfwagen 35 (t).

## Geschichte
Die Škoda-Werke arbeiteten im Dezember 1937 am Prototyp eines mittleren Panzers, basierend auf dem früher erfolgreichen tschechischen LT vz. 35. Der Panzer wog 16,5 Tonnen und war mit einer Škoda-A9-vz.-38-Kanone sowie zwei 7,92-mm-Maschinengewehren bewaffnet, seine Panzerung wurde auf 30 Millimeter verstärkt. Das produktionsreife Modell bekam einen 250-PS-Motor mit 13,8 l Hubraum, der eine Geschwindigkeit von knapp 50 km/h ermöglichte.
Nach der Annexion der Tschechoslowakei durch das Deutsche Reich im März 1939 wurden die Prototypen unter der neuen Typenbezeichnung „T-21“, welche zum Vorgänger des späteren „T-22“ wurde, fertiggestellt. Zwei Modelle des letztgenannten Typs wurden 1941 an Ungarn übergeben. Die ungarischen Ingenieure verstärkten die Frontpanzerung auf 50 Millimeter und ersetzten die 47-mm-Kanone durch eine 40-mm-Škoda-A17-Kanone. Dadurch stieg das Gesamtgewicht auf über 18 Tonnen.

## Varianten des Turan

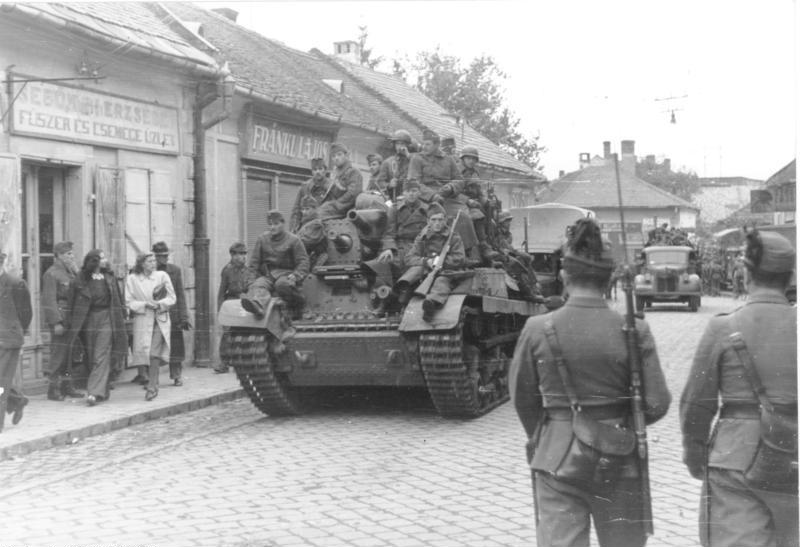
Ein Turan II mit aufgesessenen Soldaten

Vom Turan existierten zwei Varianten. Die Turan I bezeichnete Version besaß als Hauptbewaffnung eine 40-mm-L/51-Kanone und wog 18,2 Tonnen. Zwischen 1941 und 1944 wurden insgesamt 285 Panzer vom Typ „Turan I“ gebaut.
Nach der verlorenen Schlacht um Stalingrad zeichnete sich ab, dass zur Bekämpfung der effektiveren sowjetischen Panzer, besonders des T-34, stärkere Waffen benötigt wurden. Eine weitere Variante – der 41 M Turan II – wurde mit einer 75-mm-Stummelkanone in einem größeren Turm ausgerüstet, der Rest blieb nahezu unverändert. Trotz dieser Verbesserung waren die Projektile des Turan II aufgrund ihrer zu geringen Mündungsgeschwindigkeit nicht in der Lage, die Frontpanzerung eines T-34 zu durchbrechen, außer aus kürzester Entfernung. Die Hauptwaffe des T-34 war hingegen auf größere Entfernung wesentlich gefährlicher und konnte der 50-mm-Panzerung des Turan großen Schaden zufügen. Der ungarische Hersteller fertigte von 1943 bis zur Besetzung Ungarns durch die Wehrmacht 1944 insgesamt 139 Stück des Turan II an.
Neben der Panzerherstellung bildete das Fahrgestell die Basis für das Sturmgeschütz 43M Zrinyi. Von der Version Zrinyi II mit der 105-mm-Kanone wurden insgesamt 66 Stück hergestellt. Weitere Varianten auf Basis des Turan-Chassis waren der Turan III und das Zrinyi I, welche beide die 75-mm-L43-Panzerkanone des deutschen Panzers IV erhielten. Beide wurden aber nur als Prototypen hergestellt, da die ungarische Armee in der Folgezeit mit deutschem Gerät ausgerüstet wurde.

## Der Turan im Einsatz
Der Turan wurde in der 1. und 2. ungarischen Panzerdivision wie auch in der 1. Kavalleriedivision in den Jahren 1943 und 1944 eingesetzt. Beide Versionen wären wohl im Jahr 1940 erfolgreich gewesen, waren jedoch zur späteren Zeit ihres Einsatzes den alliierten Panzerfahrzeugen hoffnungslos unterlegen. Das Debüt auf dem Schlachtfeld fand für den Turan im April 1944 mit der 2. Panzerdivision in Galizien statt. Die Division verlor allerdings ein Viertel ihrer Panzer und konnte keines der gestellten Ziele erreichen, hauptsächlich aufgrund der Unterlegenheit des Turan.

## Belege und Verweise